# Lijst van Roemeense steden met een stedenband

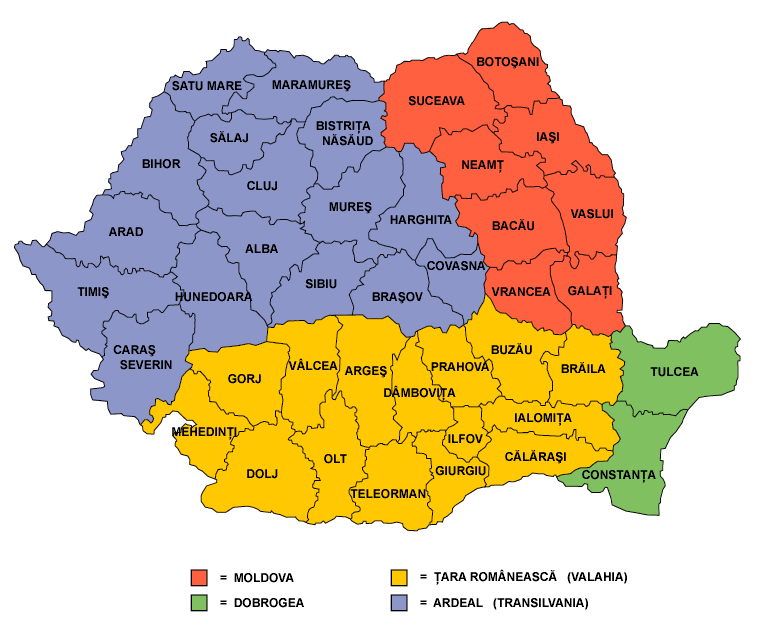
De 40 Roemeense districten (Roemeens: județe, enkelvoud: județul), en de vier voornaamste regio's.
Geel = Walachije
Blauw = Transsylvanië
Rood = Moldavië
Groen = Dobroedzja

## Nederland - Roemenië
Nederlandse steden die een stedenband hebben met een Roemeense stad.
| Nederlandse Stad         |   | Roemeense stad           | District (Județul) |
| Alblasserdam             | - | Luna de Sus              | Cluj ???           |
| Assen                    | - | Avrig                    | Sibiu              |
| Deventer                 | - | Sibiu                    | Sibiu              |
| Doorn                    | - | Victoria                 | Brașov             |
| Duiven                   | - | Calafat                  | Dolj               |
| Eindhoven                | - | Timișoara                | Timiș              |
| Gemert-Bakel             | - | Titu                     | Dâmbovița          |
| Houten                   | - | Bichis                   | Mureș              |
| De Fryske Marren (Joure) | - | Mediaș                   | Sibiu              |
| Maassluis                | - | Târgu Secuiesc           | Covasna            |
| Middelburg               | - | Simeria                  | Hunedoara          |
| Putten                   | - | Câmpia Turzii, Turda     | Cluj               |
| Reusel                   | - | Tulcea, Ceamurlia de Jos | Tulcea             |
| Rotterdam                | - | Constanța                | Constanța          |
| Sassenheim               | - | Tileagd                  | Bihor              |
| Sittard, Geleen          | - | Brosavatu                | ...                |
| Sliedrecht               | - | Orăștie                  | Hunedoara          |
| Vianen                   | - | Reghin                   | Mureș              |
| Werkendam                | - | Tulcea                   | Tulcea             |
| Zutphen                  | - | Satu Mare                | Satu Mare          |

## Roemenië - Overig
Roemeense steden die een stedenband hebben met andere steden.

### JudețulAlba
Alba Iulia heeft een stedenband met:
Székesfehérvár, Hongarije
Nazareth Illit, Israël
Aeghio, Griekenland
Alcalá de Henares, Spanje
Silven, Bulgarije
Duzce, Turkije
San Benedetto del Tronto, Italië
Varese, Italië
Sebeș heeft een stedenband met:
Komárom, Hongarije
Crimmitschau, Duitsland
Aiud heeft een stedenband met:
Dingelstadt, Duitsland
Gyomaendröd, Hongarije
Cusset, Frankrijk
Cerepovet, Rusland
Ponte de Sor, Portugal
Siklós, Hongarije
Megara, Griekenland

### JudețulArad
Arad heeft een stedenband met:
Zrenjanin, Servië en Montenegro
Atlit, Israël
Fushun, China
Gyula, Hongarije
Hodmezovasarhely, Hongarije
Givataym, Israël
Kirklees, Engeland
Ditzingen, Duitsland
Würzburg, Duitsland
Trencin, Slowakije
Tatabánya, Hongarije
Pécs, Hongarije

### JudețulBihor
Oradea heeft een stedenband met:
Debrecen, Hongarije
Linköping, Zweden
Coslada, Spanje
Givatayim, Israël
Mantova, Italië
Ceyrat, Frankrijk
Reims, Frankrijk
Waregem, België
Ivano-Frankivsk, Oekraïne
Vršac, Servië
Tileagd heeft een stedenband met:
Sassenheim, Nederland

### JudețulBrașov
Brașov heeft een stedenband met:
Tours, Frankrijk
Rishon Le Zion, Israël
Györ, Hongarije
Tampere, Finland
Gent, België
Musashino, Japan
Victoria heeft een stedenband met:
Doorn, Nederland
Calais (Frankrijk)

### JudețulBuzău
Buzău heeft een stedenband met:
Oudenaarde, België

### JudețulCluj
Cluj-Napoca heeft een stedenband met:
Zhengzhou, China
Köln, Duitsland
Columbia, de Verenigde Staten van Amerika
Zagreb, Kroatië
Dijon, Frankrijk
Nantes, Frankrijk
Pécs, Hongarije
Caracas, Venezuela
Suwon, Zuid-Korea
Makati, de Filipijnen
Beër Sjeva, Israël
São Paulo, Brazilië
Turda heeft een stedenband met:
Angoulême, Frankrijk
Hodmezovasarhely, Hongarije
Putten, Nederland
Câmpia Turzii heeft een stedenband met:
Mohács, Hongarije
Putten, Nederland
Siemianowice, Polen
La Salvetat Saint-Gilles, Frankrijk

### JudețulConstanța
Constanța heeft een stedenband met:
Sulmona, Italië
Turku, Finland
Yokohama, Japan
Brest, Frankrijk
Istanbul, Turkije
Rotterdam, Nederland
Odessa, Oekraïne
Boulogne Sur Mer, Frankrijk
Dobrič, Bulgarije
Thessaloniki, Griekenland
Mobile, de Verenigde Staten van Amerika
Trapani, Italië
Saida, Libanon
Iraklion, Griekenland
Izmir, Turkije
Novorosiisk, Rusland
Alexandria, Egypte
Santons, Brazilië
Havana, Cuba
Latakia, Syrië
Perugia, Italië
Shanghai, China
Mangalia heeft een stedenband met:
Greenport, de Verenigde Staten van Amerika

### JudețulCovasna
Sfântu Gheorghe heeft een stedenband met:
Kiskunhalas, Hongarije
Kanizsa, Servië
Cegléd, Hongarije
Alsónána, Hongarije
Sárpilis, Hongarije
Ferencváros (Boedapest), Hongarije
Novosibirsk, Rusland
Givatayim, Israël
Kralovsky Chlmec, Slowakije
Veszprém, Hongarije
Kecskemét, Hongarije
Balatonszentgyörgy, Hongarije
Sfîntu Gheorghe-Deltă, Roemenië
Târgu Secuiesc heeft een stedenband met:
Maassluis, Nederland

### JudețulDâmbovița
Târgoviște heeft een stedenband met:
Tîrgoviște, Bulgarije
Trakai, Litouwen
Orvault, Frankrijk
Corbetta, Italië
Santarem, Portugal
Vellinge, Zweden
Pucioasa heeft een stedenband met:
Cartaxo, Portugal
Titu heeft een stedenband met:
Gemert-Bakel, Nederland

### JudețulDolj
Craiova heeft een stedenband met:
Kuopio, Finland
Skopje, Macedonië
Nanterre, Frankrijk
Lyon, Frankrijk
Vratza, Bulgarije
Shiyan, China
Uppsala, Zweden
Calafat heeft een stedenband met:
Duiven, Nederland

### JudețulHarghita
Miercurea-Ciuc heeft een stedenband met:
Óbuda-Békásmegyer (Boedapest III. kerület), Hongarije
Cegléd, Hongarije
Gödölő, Hongarije
Gyula, Hongarije
Heves, Hongarije
Kaposvár, Hongarije
Makó, Hongarije
Bălți, Moldavië
Zeliezovce - Zselíz, Slowakije
Beregovo - Beregszász, Oekraïne
Becej - Óbecse, Servië
Riehen, Zwitserland
Boedakeszi, Hongarije
Tiszaújváros, Hongarije

### JudețulHunedoara
Hunedoara heeft een stedenband met:
Szombathely, Hongarije
Derince, Turkije
Zenica, Bosnië en Herzegovina
Argenteuil, Frankrijk

### JudețulIași
Iași heeft een stedenband met:
Poitiers, Frankrijk
Xi'an, China
Monterrey, Mexico
Padova, Italië
Isfahan, Iran
Ramla, Israël
Kozani, Griekenland
Assiut, Egypte

### JudețulMaramureș
Baia Mare heeft een stedenband met:
Bielska-Biala, Polen
Hollywood, Florida, de Verenigde Staten van Amerika
Wels, Oostenrijk
Szolnok, Hongarije
Ivano-Frankivsk, Oekraïne

### JudețulMehedinți
Dobreta-Turnu Severin heeft een stedenband met:
Orly, Frankrijk

### JudețulMureș
Târgu Mureș heeft een stedenband met:
Bournemouth, Groot-Brittannië
Ilmenau, Duitsland
Szeged, Hongarije
Kecskemét, Hongarije
Boedapest – Sector 9, Hongarije
Zalaegerszeg, Hongarije
Baja, Hongarije
Chișinău, Moldavië
East Renfrewshire, Groot-Brittannië
Guzelcamli, Turkije
Reghin heeft een stedenband met:
Nagykorös, Hongarije
Bourg la Reine, Frankrijk
Vianen, Nederland
Regen, Duitsland
Sighișoara heeft een stedenband met:
Blois, Frankrijk
Dinkesbuhl, Duitsland
Cittá di Castello, Italië
Kiskunfélegyháza, Hongarije
Bichis heeft een stedenband met:
Houten, Nederland

### JudețulNeamț
Neamț heeft een stedenband met:
Roanne, Frankrijk
Villerest, Frankrijk
Mably, Frankrijk
Riorges, Frankrijk
Alpharetta, De Verenigde Staten van Amerika
Hliboca, Oekraïne
Orhei, Republiek Moldavië
Kyriat Malachi, Israël
Lod, Israël
Beinasco, Italië
Manilva, Spanje

### JudețulOlt
Slatina heeft een stedenband met:
Ispica, Italië

### JudețulPrahova
Ploiești heeft een stedenband met:
Dniepropetrovsk, Oekraïne
Tulsa, Oklahoma, de Verenigde Staten van Amerika
Uralsk, Kazachstan
Radom, Polen
Berat, Albanië
Harbin, China
Maracaibo, Venezuela
Osijek, Kroatië
Lefkada, Griekenland
Hîncești, Moldavië

### JudețulSatu Mare
Satu Mare heeft een stedenband met:
Zutphen, Nederland
Wolfenbüttel, Duitsland
Nyíregyháza, Hongarije

### JudețulSălaj
Zalău heeft een stedenband met:
Szentendre, Hongarije
Haegebostadt, Noorwegen
Kvinesdal, Noorwegen
Imola, Italië
Baia Mare, Roemenië

### JudețulSibiu
Sibiu heeft een stedenband met:
Marburg, Duitsland
Landshut, Duitsland
Rennes, Frankrijk
Klagenfurt, Oostenrijk
Columbia, Missouri, de Verenigde Staten van Amerika
Deventer, Nederland
Mediaș heeft een stedenband met:
De Fryske Marren (Joure), Nederland
Sopron, Hongarije
Cisnădie heeft een stedenband met:
Wernigerode, Duitsland
Chateau Thierry, Frankrijk
Avrig heeft een stedenband met:
Assen, Nederland

### JudețulTimiș
Timișoara heeft een stedenband met:
Faenza, Italië
Gera, Duitsland
Karlsruhe, Duitsland
Mulhouse, Frankrijk
Rueil - Malmaison, Frankrijk
Szeged, Hongarije
Sassari, Italië
Treviso, Italië
Eindhoven, Nederland

### JudețulTulcea
Tulcea heeft een stedenband met:
Aalborg, Denemarken
Suzhou, China
Fratta Polesine, Italië
Werkendam, Nederland
Armasya, Turkije
Izmail, Oekraïne
Aprilia, Italië
Larnaca, Cyprus
Rovigo, Italië

### JudețulVaslui
Vaslui heeft een stedenband met:
Quarrata, Italië
Catania, Italië
Aubervilliers, Frankrijk